# バンコク週報
バンコク週報（バンコクしゅうほう、英語:Bangkok Shuho、タイ語:บางกอก ชูโฮ）は、タイのバンコクで発行されている日本語の週刊新聞。公称12,000部発行。販売価格85バーツ。

## 概要
1976年10月1日、東南アジア初の日本語週刊新聞「週刊バンコク」として、山本緑とそのタイ人の夫が創刊。1982年に「バンコク週報」へ名称変更し、現在に至る。2012年より臼井秀利がグループ代表に。
編集部員はタイ語・英語を操る。特に政治記事、経済記事に関しては、この分野で経験10年以上のベテラン記者が書いている。タイの政治・経済・社会ニュースの翻訳、オリジナル記事のほか、旅行・芸能などの娯楽、東南アジアに関係する人物が書くコラム、ならびにタイにおいてビジネス活動などをがんばっている在タイ日本人の活動を紹介した記事などがある。通貨危機、クーデターなど事件が発生したときには、ウェブ版バンコク週報はアクセス集中のために、サーバーダウンを起こすことがある。2010年の反独裁民主同盟の騒乱に際し、在タイ日本国大使館メールサービスを通じて、ニュースクリップともに日本語情報源として紹介された。

## 沿革
- 1976年10月1日　東南アジア初の日本語週刊新聞「週刊バンコク」として創刊。オフィスをバンコク都内スリウォン通りの長屋に構える。
- 1982年　「バンコク週報」へ名称変更。都内スリウォン通りのビルにオフィス移転。
- 1989年　社主に鶴岡光が就任。
- 1990年　都内ラマ4世通りにオフィス移転。
- 1994年　都内シーロム通りにオフィス移転。社員40名。日本での販売を開始。
- 1997年　ウェブサイトを立ち上げ、インターネット・ビジネス部門開始。
- 1998年　都内タニヤ通りにオフィス移転。社員数100名となる。発行日が金曜から月曜に変更。経済面の拡充を図る。
- 2003年　都内ラッチャダーピセーク通りにオフィス移転。
- 2012年　都内ラマ4世通りにオフィス移転。社主に臼井秀利が就任。発行日が土曜に。

## 関連出版物
かつて東南アジア旅行記の著作で知られるクーロン黒沢の編集によるバンコク週報から集めた三面記事を単行本にした『タイの怪事件』も出版されている。

## 関連子会社
バンコク週報ジャパン株式会社／東京渋谷
バンコクコンサルティングパートナーズ社
BOIアフターサービス社